# 川本信正
川本 信正（かわもと のぶまさ、1907年〈明治40年〉9月22日 - 1996年〈平成8年〉6月17日）は、日本のスポーツジャーナリスト、新聞記者、スポーツ評論家。
オリンピックを初めて「五輪」と表記したことで知られる。

## 来歴・人物
東京府出身。府立一中（現･東京都立日比谷高等学校）を経て1931年東京商科大学（現・一橋大学）を卒業し、織田幹雄の推薦により読売新聞に入社。スポーツを担当する運動部の記者となる。
1932年ロサンゼルスオリンピックで100メートル競走に6位入賞した短距離走者の吉岡隆徳を（同種目で金メダルを獲得したアメリカのエディ・トーランの愛称「深夜の超特急（midnight express）」にちなむ形で）「暁の超特急」と形容した。1936年の国際オリンピック委員会（IOC）総会で、1940年夏季オリンピックの東京開催が決定した際、オリンピックに「五輪」という略称を考案して記事の見出しに使用したことでも知られる。当時たまたま川本が読んでいた菊池寛の随筆に、宮本武蔵の五輪書が登場しており、そこから思いついたと本人は述べている。1936年7月25日の読売新聞の見出しに初めて登場した「五輪」は、当初は「五厘に通じ、安っぽく感じる」という意見もあった。やがて朝日新聞が同年8月15日に、日経新聞が8月20日に、と他紙も使い始め、定着していった。五輪という表記が発明されるまでは、「オリムピック」（当時はこの表記）という六文字を、そこだけ小さい文字にしたり二行にしたりなど、新聞各社は腐心していた。
また、西田修平と大江季雄の『友情のメダル』の逸話を新聞記事にしたのも川本であったという。
その後1940年に大政翼賛会宣伝部へ移籍し、続いて1943年に日本放送協会会長の下村宏に請われて日本放送協会へ移籍、そして1945年4月、鈴木貫太郎内閣で下村宏内閣情報局総裁の総裁秘書官を務めることとなった。このとき川本は玉音放送の収録に立ち会っており、さらに直後の宮城事件にも巻き込まれ、監禁された。第二次世界大戦後はスポーツ評論家、日本オリンピック委員会（JOC）委員、そして1964年東京オリンピックの開会式では日本テレビのゲスト解説者を務めた。1980年モスクワ五輪のボイコットに対しては、「アフガン侵攻は無論強く非難されねばならない」と主張する一方で、ボイコットに反対した。このころ川本は「五輪はあくまでスポーツの祭典として政治から独立してあるべきものだ」という意見を持っていた。川本の息子は、五輪に政治性が入ることをかなり嫌悪していたのは、かつて大政翼賛会宣伝部でスポーツと政治を結び付ける文章を書いていた自分に対する批判なのではないか、と推測している。最終的に、日本のモスクワ五輪ボイコットが確定した数日後、川本はJOC委員を辞めた。
1996年アトランタオリンピックに対しては、ついに全ての国と地域がそろうことから期待していたが、開会式の前に亡くなった。

## 著書

### 単著
- 『オリムピック読本』昭森社、1936年8月。 NCID BN05932317。全国書誌番号:46046345。
- 『オリンピック物語』青葉書房〈学級図書館 6年 1〉、1957年4月。 NCID BA65893470。全国書誌番号:45018393。
- 『オリンピック物語』国土社〈みつばち図書館 16〉、1964年3月。 NCID BA65902185。全国書誌番号:45019056。
- 『スポーツのあゆみ』佐伯克介絵、ポプラ社〈スポーツ全集 1〉、1975年5月。 NCID BN07087294。全国書誌番号:45004806。
- 『スポーツの現代史』大修館書店、1976年5月。 NCID BN01398360。全国書誌番号:71016143。
- 『スポーツ賛歌 平和な世界をめざして』岩波書店〈岩波ジュニア新書 32〉、1981年6月。 NCID BN03192140。全国書誌番号:81045749。
- 『人はなぜ走るのか 絵で見るランニング史』ランナーズ、1990年6月。ISBN 9784947537331。 NCID BN05056890。全国書誌番号:91038432。

### 共著
- 鈴木良徳、川本信正『オリンピック史』日本出版協同、1952年6月。 NCID BN00858614。全国書誌番号:52006115。
- 川本信正、多田信作『もえる聖火』黎明書房〈少年少女東京オリンピック全集 1〉、1965年6月。 NCID BA52483192。全国書誌番号:45026302。
- 川本信正、黒崎貞治郎、多田信作『みんなの力で』黎明書房〈少年少女東京オリンピック全集 3〉、1965年6月。 NCID BA52485675。全国書誌番号:45026304。

### 共編
- 山田米吉・鈴木良徳・川本信正・大谷要三編 編『東京オリンピック 1964 第18回大会東京招致記念』全国体育指導委員協議会、1962年11月。 NCID BN05535259。全国書誌番号:23562680。
- 川本信正・森川貞夫編 編『スポーツに生きる』大月書店〈人と仕事 4〉、1987年7月。ISBN 9784272300747。 NCID BN01558886。全国書誌番号:87051480。

## 賞詞
- 藍綬褒章（1974年）
- ミズノ スポーツライター賞特別賞（1991年）[8]